# Bajza utca
Bajza utca – stacja metra w Budapeszcie na linii M1. Została oddana do użytku w roku 1896. Jest położona przy ul. Józsefa Bajzy, węgierskiego poety. Wygląd stacji przypomina klasyczny wystrój żółtej linii budapeszteńskiego metra. Następne stacje to: Hősök tere i Kodály körönd.

W odległości ok. 200 m w linii prostej od tej stacji znajduje się ambasada Polski.